# Manuela Runge
Manuela Runge (* 9. Februar 1959 als Manuela Grabs in Dresden) ist eine deutsche Autorin, Ghostwriterin und Lektorin. Sie lebt in Berlin.

## Leben
Manuela Runge studierte nach dem Besuch der Spezialschule für Russisch in Dresden von 1977 bis 1982 Germanistik an der Humboldt-Universität zu Berlin, wo sie auch in der Studententheatergruppe AST mitwirkte. Nach Abschluss ihres Studiums mit Diplom arbeitete sie als Lektorin im Aufbau-Verlag. Sie verließ die DDR kurz vor der Wiedervereinigung und siedelte nach Mannheim über. Im Weinheimer Beltz Quadriga Verlag setzte sie ihre Tätigkeit als Lektorin für Sachbücher, insbesondere für Biographien setzte sie ihre Tätigkeit als Lektorin für Sachbücher, insbesondere für Biographien fort. Sie tritt mit biographischen Dichterlesungen auf, u. a. zu Daniil Charms, Anna Achmatowa, Rose Ausländer, Franz Fühmann, Bertolt Brecht und Else Lasker-Schüler. Im Jahre 2000 machte sie sich als freie Autorin, Lektorin und Ghostwriterin selbständig. Seit 2003 lebt und arbeitet sie wieder in Berlin, wo sie nach einer Ausbildung zur Shiatsu-Praktikerin zusätzlich eine eigene Praxis für Biografiearbeit und Shiatsu sowie EFT (Emotional Freedom Technique) betreibt.

## Werke
- Wjatscheslaw Kuprijanow (Autor) & J. W. Roszdestwenskij (Vorwort) & Rudolf O. Stirn (Herausgeber, Übersetzer) & Annette Kolb (Übersetzerin) & Manuela Runge (Übersetzerin): Muster auf Bambusmatten. Eurasische Geschichten. Alkyon Buchverlag, Weissach 2001, ISBN 3-933292-48-4.
- Hermann Kreutzer und Manuela Runge: Ein Koffer in Berlin / Marlene Dietrich – Geschichten von Politik und Liebe. Aufbau Taschenbuch Verlag, Berlin 2001, ISBN 3-7466-8075-1.
- Johannes Forner und Manuela Runge: Kurt Masur. Zeiten und Klänge – Biografie. Propyläen, München 2002, ISBN 3-549-07153-1.
- Manuela Runge: Du bist so unerreichbar nah. Eine wahre Geschichte. Rütten & Loening, Berlin 2003, ISBN 3-352-00649-0.
- Behjat Moaali und Manuela Runge: Zerreiße den Schleier der Ohnmacht. Krüger, Frankfurt am Main 2003, ISBN 3-8105-1285-0.
- Birgit Schork und Manuela Runge: Alles für ein Kind. Bastei Lübbe, Bergisch Gladbach 2005, ISBN 3-404-61561-1.
- Manuela Runge und Bernd Lukasch: Erfinderleben. Die Brüder Otto und Gustav Lilienthal. Berlin Verlag, Berlin 2005, ISBN 3-8270-0536-1.
- Winfried Glatzeder & Manuela Runge: Paul und ich: Autobiographie. Aufbau Verlag, Berlin 2008, ISBN 978-3-351-02665-3.
- Sarah Wiener und Manuela Runge (Bearbeitung), Bienenleben. Vom Glück, Tel der Natur zu sein. Aufbau Verlag, Berlin 2019, ISBN 978-3-351-03769-7.
- Martin Rauh-Köpsel und Manuela Runge, Sie müssen da nicht allein durch! Aus der Praxis eines Psychotherapeuten oder warum unkonventionelle Methoden oft die wirksamsten sind. Eden Books, Berlin 2021. ISBN 978-3-95910-307-7